# Immanuel Kant
Immanuel Kant (født 22. april 1724, død 12. februar 1804) var en tysk filosof. Han er kendt for sin skelnen mellem det, som mennesket kan erkende, og det, som mennesket ikke kan erkende, f.eks. ”tingen i sig selv”. Han er også kendt for det kategoriske imperativ - hans bud på, hvordan etikkens øverste og ubetingede princip må tænkes.
Kant var en af de største og mest indflydelsesrige filosoffer, der har levet. Hans tænkning udgjorde et højdepunkt i oplysningstiden med dens dyrkelse af fornuften. Han har været toneangivende for moderne europæisk tænkning, og særligt hans erkendelsesteori, hans etik og hans æstetik er fortsat aktuelle.

## Biografi
Kant blev født den 22. april 1724 i et hjem, der var stærkt præget af arbejde og pligt. Hele sit liv levede han i Königsberg, det nuværende Kaliningrad. Hans far var sadelmager. Han var åndeligt påvirket af sin mor, som han har fortalt om:
”Aldrig vil jeg glemme min moder, thi hun såede og gav næring til det godes kim i mig; hun åbnede mit hjerte for naturens indtryk; hun bragte mine begreber til live og udvidede dem, og hendes undervisning har haft en stadig velgørende indflydelse på mit liv.” 
Kant voksede op i fattige kår, men han fik adgang til de højere uddannelsesinstitutioner takket være sin åbenlyse begavelse. Han omtales oftest som yderst arbejdsom, og han beskrives af Justus Hartnack som ”sygeligt præcis” og ”en arbejdsmaskine”.
Han påbegyndte sine studier på universitetet i Königsberg i en alder af 16 år. Her blev han især påvirket af Martin Knutzen, en ung professor i logik og metafysik, der vakte hans interesse for filosofi, naturvidenskab og matematik. Han afsluttede sine studier seks år senere i en alder af 22 og blev huslærer.
I 1755 udgav han Allgemeine Naturgeschichte und Theorie des Himmels. Samme år vendte han tilbage til universitetet i Königsberg, hvor han ofte forelæste 20 timer om ugen. I 1770 blev han professor i matematik. Han havde fået to andre tilbud om et professorat – et fra universitetet i Jena og et fra universitetet i Erlangen. Men han ønskede ikke at flytte væk fra det vante liv i Königsberg. Han undgik generelt ydre forandringer.
Kant forblev ugift gennem hele sit liv. Han var dog socialt anlagt og korresponderede med filosoffer og videnskabspersoner fra samtiden. Han var desuden kendt for sine middagsselskaber. Middagen bestod af tre retter med en halv flaske rødvin til hver person. Her var han livlig og underholdende og havde vid.
Ved universitetet underviste han i mange fag på én gang: praktisk filosofi, teologi, pædagogik, geografi, logik, matematik og metafysik.
Kant formulerede sine revolutionerende tanker i sine tre såkaldte "kritikker": Kritik af den rene fornuft (på tysk: Kritik der reinen Vernunft ) (1781/1787), Kritik af den praktiske fornuft (1788) og Kritik af Dømmekraften (1790). Inden udgivelsen af den første kritik havde Kant haft et årti, hvor han næsten intet udgav. Det tilskriver han selv en vending i hans tænkning, måske foranlediget af hans læsning af den skotske filosof David Humes (1711-1776) En undersøgelse af den menneskelige forstand. Humes konsekvente kritik af fornuftens erkendelsesevne fik Kant overbevist om, at det var nødvendigt med en kritisk undersøgelse af fornuftens evne til at opnå erkendelse. Hans vending fra at reflektere over ydre genstande til at reflektere over menneskets indre erkendelsesapparat kaldte Kant sin kopernikanske vending, idet han sammenlignede den med Nicolaus Kopernikus` (1473-1543) vending fra at betragte Jorden som verdens centrum til at betragte Solen som verdens centrum.
Ud over de tre kritikker udgav Kant en række værker om oplysning, historie, race, religion og politisk filosofi, som alle har haft en stor indflydelse, og som stadig har en indflydelse på vores forståelse af begreber som menneskeværdighed, straf og kosmopolitisme.

## Filosofi

### Erkendelsesteori
Kant erkendelsesteori, der kan ses som et dybtgående svar på David Humes kritik af fornuftens erkendelsesevne, går i hovedsagen ud på, at menneskets erkendelse af verden ikke kun er bestemt af de ydre genstande (f.eks. et træ), men også er bestemt af selve bevidstheden – eller mere præcist: af bevidsthedens erkendelsesredskaber. Mennesket erkender ikke kun gennem sansning af ydre genstande (empirisme). Det erkender også i kraft af sin bevidstheds erkendelsesredskaber (rationalisme). Ja, det erkender først og fremmest i kraft af sin bevidstheds erkendelsesredskaber. Ved hjælp af disse strukturerer mennesket verden. Uden erkendelsesredskaberne er den sansede verden ustruktureret.
Menneskets erkendelse er altså ikke først og fremmest et resultat af sansning. Den er ikke bare en afspejling af virkeligheden ”derude”. Den er først og fremmest en afspejling af de indre erkendelsesredskaber, som mennesket er udrustet med, og som er en forudsætning for menneskets erkendelse i det hele taget. Disse indre erkendelsesredskaber er: 1) anskuelsesformerne og 2) forstandskategorierne.
Al erkendelse begynder ganske vist med sansningen, siger Kant. Man sanser for eksempel et træ. Men selv om erkendelsen begynder med sansningen, så er erkendelsen ikke kun sansning. Erkendelsen består af to dele: 1) sansningen og 2) det bidrag, som de indre erkendelsesredskaber yder. Kant skelner mellem erkendelsens indhold (som er givet ved sansningen) og erkendelsens form (som er givet ved bevidsthedens indre erkendelsesredskaber). Begge dele bidrager til erkendelsen.
Erkendelsesredskaberne - anskuelsesformerne og forstandskategorierne - kalder Kant "transcendentale" betingelser for erfaringen. Det vil sige: De er forudsætninger for erfaringen. De er betingelser for, at tingene i det hele taget kan erfares. "Transcendental" må ikke forveksles med "transcendent", der betyder "som overskrider grænserne for en mulig erfaring". For eksempel regnes "Gud" for at være transcendent, fordi begrebet Gud er begrebet om noget, der ligger ud over, hvad mennesket har mulighed for at erfare.
Kants erkendelsesteori kan betegnes som en syntese mellem rationalisme og empirisme.

#### Anskuelsesformerne
Anskuelsesformerne er rum og tid. Disse anskuelsesformer er som sagt noget, der ligger i bevidstheden, ikke i den ydre verden. Anskuelsesformerne er forud for enhver sansning. De er noget, som mennesket møder op med, før det sanser noget som helst. De er som sagt forudsætninger for erfaringen. Som ordet ”anskuelsesform” siger, er de en form, som mennesket anskuer verden igennem.
Det er disse anskuelsesformer, der gør, at mennesket oplever alting i rum og tid. Rum og tid er ikke noget, der ligger i verden ”derude”. Det er noget, der ligger i bevidstheden ”derinde”. Rum og tid er ikke egenskaber ved de ydre genstande. De er anskuelsesformer i mennesket. De er subjektive, ikke objektive. De skyldes det erkendende subjekt (mennesket), ikke det erkendte objekt (træet).
Ingen af de ting, som mennesket anskuer i rum, er tingene i sig selv, siger Kant. Rummet er en form, som mennesket lægger ned over tingene. Tingene i sig selv kendes egentlig slet ikke af mennesket. Det, der kaldes for ydre genstande, er dybt præget af menneskets erkendelsesapparat, herunder formningen i rum. Det, som sansningen til syvende og sidst viser hen til - tingen i sig selv - kan slet ikke erkendes af mennesket. Tingen i sig selv (på tysk ”das Ding an sich”) er ikke det, som vi anskuer den til at være. Den er - med Kants ord - "et ubestemt noget". Det, som vi anskuer, er tingen som fænomen, ikke tingen i sig selv.
Ligesom rummet er tiden en forudsætning for erfaringen – en form, som mennesket anskuer verden igennem. Den menneskelige erfaring er ordnet i tid. Erfaringen deler fænomener op i ”før”, ”efter” og ”samtidig med”. Tiden er en virkelighed for alle de genstande, der nogensinde kan foreligge for menneskets erfaring. Alle fænomener befinder sig er i tiden.
Vi kan ikke opleve eller forestille os noget, hvis der ikke er rum og tid, siger Kant. Hvis vi tænker på noget, og trækker rummet og tiden fra, så bliver der ingenting tilbage.
Anskuelsesformerne rum og tid er passive erkendelsesredskaber, der blot modtager indtryk. De kan opfattes som et filter for sansningen.

#### Forstandskategorierne
”Forstandskategorierne” (forstandsbegreberne) er begreber, som bruges af den menneskelige forstand i forbindelse med erkendelsen af verden. Hvor Kant beskriver anskuelsesformerne som passive erkendelsesredskaber, beskriver han forstandskategorierne som mere aktive erkendelsesredskaber. Forstandskategorierne strukturerer erkendelsen aktivt.
Et eksempel på en forstandskategori er ”årsag-virkning”. Det er begrebet om to størrelser, af hvilke den første (årsagen) bestemmer den anden (virkningen) som en følge i tiden. Årsagen ligger tidsmæssigt forud for virkningen.
Årsag-virkningsforholdet er ikke en ydre genstand, som kan erfares gennem sanserne. Man kan ikke iagttage forholdet mellem årsag og virkning. Det er et begreb, som forstanden bidrager med i erkendelsesprocessen, et rent forstandsbegreb eller - med Kants udtryk - en forstandskategori. Det ligger i forstandens natur, at den forstår ting som led i en årsagskæde.
Et eksempel: Man sidder i en stue, og pludselig ser man, at der triller en bold ind i stuen. Nu vil forstanden forsøge at placere denne erfaring i et skema af årsag og virkning. Forstanden vil spørge: Hvor kommer den bold fra? Hvad er årsagen til, at den triller herind? Boldens specielle bevægelse må jo være en virkning en bestemt forudgående årsag. Men hvilken årsag?
Kant undersøger, hvilke begreber forstanden bruger i forbindelse med erkendelsen af verden. Et udsagn, der indeholder en (påstand om) erkendelse af verden, kaldes en ”dom”. En dom kan for eksempel være: ”Himlen er blå.” Eller: ”Alle legemer har tyngde.” At fælde en dom er forstandens handling, og en sådan handling kan karakteriseres ved hjælp af en forstandskategori, siger Kant. Han forsøger nu at finde frem til, hvilke forstandskategorier der er nødvendige for at fælde en dom.
Han kommer frem til, at der findes 12 forstandskategorier. Disse er: enhed, flerhed, totalitet, realitet, negation, begrænsning, substans, årsag-virkning, fællesskab, mulighed, eksistens og nødvendighed. De 12 forstandskategorier deler han op i fire grupper med tre i hver: kvantitet, kvalitet, relation og modalitet. (Se figuren). Kant mener, at han med disse 12 kategorier har dækket alle mulige domsformer for de genstande, som vi kan erkende gennem sansningen.
Kategorierne siger ikke noget om indholdet i dommene (f.eks. ”himlen” eller ”legemer”). De siger kun noget om dommens form. For eksempel er der i dommen ”Alle legemer har tyngde” brugt forstandskategorien ”totalitet”. Alle domme bruger en eller anden kategori.
Menneskets erkendelsesredskaber er altså: 1) sansningen, 2) anskuelsesformerne og 3) forstandskategorierne.

#### Erkendelsens grænser
Ifølge Kant er forstandskategorierne kun gyldige på betingelse af, at de anvendes på det, det kan anskues i rum og tid. Det kan imidlertid være svært at overholde den betingelse. Det ligger nemlig i fornuftens natur at stræbe efter stadig mere erkendelse. Fornuften søger frem mod det ubetingede, det absolutte – og dermed frem mod noget, som ligger ud over erkendelsens grænser.
Kant skelner mellem ”forstand” og ”fornuft”, selv om de to begreber til en vis grad overlapper hinanden. Forstanden forstår han som noget, der er begrænset til at beskæftige sig med sanseerfaringen og erkendelsen. Fornuften forstår han derimod som noget, der ikke har denne begrænsning. Fornuften kan gå ud over erkendelsen, idet den kan danne begreber som ”tingen i sig selv”, "Gud", ”sjælen”, og ”verden”. Sådanne begreber kalder Kant for grænsebegreber. Dermed mener han, at begreberne angiver, hvor grænsen for erkendelsen går.
Begreber, der overskrider erkendelsens grænser, kaldes også metafysiske begreber. Fordi det ligger så dybt i menneskets natur at stille metafysiske spørgsmål, kan de metafysiske begreber ikke undgås. Man skal blot være klar over, at disse begreber ikke er udtryk for en gyldig erkendelse, siger Kant. For de udtaler sig om noget, som det ikke er muligt for mennesket at få erkendelse om - noget der ligger uden for sansningen, anskuelsesformerne og forstandskategorierne.
Tingen i sig selv er som sagt et metafysisk begreb. Mennesket vil aldrig blive i stand til at erkende en ting i sig selv. Denne "ting" giver ganske vist anledning til en sansning, men den kan ikke sanses som den virkelig er. Vi kan fremkomme med formodninger om, hvordan tingen i virkeligheden er beskaffen, men dens præcise egenskaber ved vi ikke noget om. Vi kan ikke opleve noget som helst anskueligt billede af den. Det eneste, vi kan vide noget om, er tingen som fænomen – dvs. tingen, som den bliver opfattet gennem anskuelsesformerne og forstandskategorierne.
Begrebet om Gud er begrebet om en højeste virkelighed, noget usammensat, noget ubetinget, noget selvtilstrækkeligt og noget evigt. Det ubetingede, der kendetegner begrebet om Gud, kan ikke sanses. Det kan heller ikke begribes ved hjælp af anskuelsesformerne og forstandskategorierne, for disse har kun at gøre med det betingede. Gud er dermed et metafysisk begreb. Gud kan aldrig blive genstand for viden, kun genstand for tro. Idet Kant benægter, at det er muligt at få viden om Gud, giver han dog plads til troen: "Jeg måtte altså ophæve viden for at få plads til troen." 
Begrebet om sjælen er begrebet om en indre, usynlig, udelelig, udødelig substans, som er bærer alle bevidsthedstilstande. Sjælen er forbundet med legemet, men den er ikke underlagt betingelserne for legemets liv i rum og tid. Det er klart, at ideen om en substans, der ikke kan sanses, og som ikke findes i rum og tid, ligger uden for den menneskelige erkendelses område. Sjælen er altså også et metafysisk begreb, siger Kant.
Begrebet verden er ligeledes et metafysisk begreb. Det er begrebet om alting – forestillingen om, at alting er indeholdt i den. Men dén ide er det umuligt at gøre sig en erkendelse om. Mennesket kan ikke erkende verdens grænse, verdens begyndelse og verdens første årsag, for alt det er det ikke muligt at bruge anskuelsesformerne og forstandskategorierne på. Vi kan for eksempel ikke erkende, om verden er begrænset i rum og tid, eller om den tværtimod er ubegrænset i rum og tid. Kort sagt: Verden i sig selv (ty. ”an sich”) kan vi ikke erkende.

### Etik
Kant mener, at etikken bør udspringe af fornuften. Det handlingsprincip, som enhver handling fornuftsmæssigt bør udføres efter, kalder han det kategoriske imperativ (det ubetingede påbud). Det kategoriske imperativ står i modsætning til et hypotetisk imperativ (et betinget påbud). Et hypotetisk imperativ påbyder én at gøre noget på betingelse af at man har et givet ønske eller behov. Et hypotetisk imperativ kan for eksempel være dette: "Hvis du vil leve længe, så spis seks stykker frugt om dagen." Påbuddet er betinget af, at man ønsker at leve længe. Det kategoriske imperativ er derimod ubetinget. Man bør altid følge det, uanset hvilke ønsker eller behov man har. Det er etikkens mest grundlæggende bud - et bud, som udspringer af fornuften.
Det kategoriske imperativ formulerer Kant således:
”Handl kun efter den maksime, ved hvilken du tillige kan ville, at den bliver almen lov.” (På tysk: ”Handle nur nach derjenigen Maxime, durch die du zugleich wollen kannst, daß sie allgemeines Gesetz werde.”)
Det kategoriske imperativ angiver ikke en bestemt handling eller norm. Det opstiller derimod et kriterium for, om den handling, man udfører, er moralsk. Kriteriet er, om handlingen sker ifølge en maksime (grundsætning), som man kan ville bliver almengyldig. Det vil sige: Kan man ønske, at maksimen gælder for alle, til alle tider og uden undtagelse?
Et eksempel kan illustrere Kants tankegang: Jeg synes, jeg har for få penge. Jeg vil gerne have mange flere penge. Jeg beslutter derfor, at jeg vil røve en bank. Men hvis jeg bruger min fornuft og handler efter det kategoriske imperativ, så skal jeg spørge mig selv: Kan jeg ville, at alle mennesker handler efter den samme maksime, som jeg handler efter? I dette tilfælde handler jeg efter følgende maksime: ”Hvis man synes, man har for få penge, så må man gerne røve en bank.” Kan jeg ville, at den maksime bliver en almengyldig lov? Kan jeg ville, at alle mennesker i verden røver en bank, hvis de synes, de har for få penge? Hvad bliver følgen af, at maksimen for min handling bliver til en almengyldig lov? Følgen bliver, at verden vil blive plaget af bankrøverier i et utåleligt omfang. Tilliden til bankvæsenet vil forsvinde. Mange mennesker vil miste deres opsparing. Der vil komme et omfattende økonomisk kaos.
Kan jeg ville det, når jeg bruger min fornuft og tænker grundigt og konsekvent over det hele? Nej, det kan jeg ikke ville. Jeg ønsker ikke sådanne forhold. Derfor skal jeg ikke røve en bank.
Jeg kan derimod handle efter følgende maksime: ”Hvis man synes, man har for få penge, så må man ikke røve en bank.” Jeg kan nemlig godt ville, at den maksime bliver en almengyldig lov. Jeg kan godt ville, at alle mennesker handler efter det princip (den maksime). Jeg er villig til at tage følgerne af, at alle mennesker handler således.
Eksemplet viser, hvor meget vægt Kant lægger på fornuften. Det skal ikke være følelser eller tilbøjeligheder (ty. ”Neigungen”), det styrer etikken og de etiske overvejelser. For følelser og tilbøjeligheder - for eksempel lyst eller ubehag - har en tendens til at tjene egoistiske interesser. Tilbøjeligheder er tilfældige og ofte modstridende.
Derved bliver Kants etik en pligtetik. Man skal handle af pligt. Man skal handle ud af agtelse (respekt) for det kategoriske imperativ.
Ifølge Kant kan der ikke tænkes nogen god handling uden en god vilje. Viljen er ikke god, hvis den er ledet af egoisme eller tilbøjeligheder. Viljen er kun god, hvis den er ledet af et godt handlingsprincip (det kategoriske imperativ). Den gode vilje er en vilje til at handle i overensstemmelse med det kategoriske imperativ; den er en vilje til at handle af agtelse for det kategoriske imperativ.
Kants etik er således en sindelagsetik, ikke en konsekvensetik (som i utilitarismen). Det afgørende er ikke de konsekvenser, der kommer ud af handlingen, men det sindelag eller det motiv, der ligger bag ved den. Hvis en person handler ud af snæversynet egoisme, men handlingen ender med at udvirke noget nyttigt og ønskværdigt, så har handlingen ingen moralsk værdi. Hvis personen derimod handler ud af en god vilje til at gøre noget godt, men handlingen ender med at skade andre mennesker, så har handlingen moralsk værdi. For det er sindelaget, der tæller.
Det kategoriske imperativ formulerer Kant på forskellige måder, alt efter hvilke aspekter han vil fremhæve. Én af hans mest berømte formuleringer kaldes det praktiske imperativ (”det handlemæssige påbud”). Det fremhæver aspektet med det enkelte menneskes værdighed. Det praktiske imperativ lyder således:
”Handl således, at menneskeheden i din egen person såvel som i enhver anden person aldrig kun behandles som middel, men altid tillige som mål.” (Grundlæggelse af moralens metafysik, 2. afsnit)
Ifølge Kant har ethvert menneske en absolut værdi. Det er et mål i sig selv. Mennesket må ikke behandles udelukkende som et middel. For eksempel må en arbejdsgiver ikke behandle en ansat udelukkende som et middel til at tjene penge. Den ansatte skal tillige respekteres som et menneske, der har en absolut værdi - en værdi, der er uafhængig af dets værdi som arbejdskraft.

## Indflydelse
I Kants levetid var der megen opmærksomhed omkring hans tanker, om end meget af den var af kritisk art. Han blev dog vurderet positivt af Reinhold, Fichte, Schelling, Hegel og Novalis i løbet af 1780'erne og 1790'erne. Den tyske bevægelse, der blev kaldt tysk idealisme, udviklede sig på baggrund af Kants teoretiske og praktiske skrifter.
Efter at Hegels skrifter havde fået stor succes og indflydelse, begyndte Kants indflydelse at tynde ud, selv om den atter voksede i 1860'erne, hvor bogen Kant und die Epigonen blev udgivet i 1865. Forfatteren var Otto Liebmann, hvis motto var "Tilbage til Kant". I løbet af 1900-tallet fik Kants erkendelsesteori en renæssance, hvilket især kom til udtryk i værker af Hermann Cohen, Paul Natorp, Ernst Cassirer og Nicolai Hartmann.
Jürgen Habermas (f. 1929) og John Rawls (1921-2002) var to bemærkelsesværdige politiske og etiske filosoffer, hvis tanker var stærkt påvirket af Kants etik. Trods relativistiske tendenser i deres samtids filosofi argumenterede de begge for, at universalitet er essentielt for en levedygtig etik.
Også i samtidens Danmark fik Kant stor indflydelse, først med Christian Hornemanns (1759-1793) og senere med Johan Erik von Bergers (1772-1833) filosofiske udgivelser, der gjorde op med den herskende lyksalighedsfilosofi. H.G. Sveistrup (1770-1824) udgav i årene 1798-99 det kantianske tidsskrift Philosophisk Repertorium, der blandt andre havde Jens Kragh Høst, Anders Sandøe Ørsted og Hans Christian Ørsted som bidragydere.
På teologiens område fik Kant betydning på den måde, at teologien efter Kant lagde mere vægt på, at teologi er udtryk for tro, ikke viden. Teologien blev mere opmærksom på forskellen mellem tro og viden.

## Kritikere af Kant
Selvom den tyske filosof Georg Wilhelm Friedrich Hegel (1770-1831) blev påvirket af Kants arbejde, var han også en af hans kritikere. Hegel kritiserede især Kants erkendelsesteori og hans opdeling af verden i den tingslige verden og den repræsentative verden, og han udviklede sin egen idealistiske filosofi som et modsvar. Han mente desuden, at Kants etik var for formel, abstrakt og ahistorisk. Hegel udviklede således en etik, der på mange punkter var et modsvar til Kant.
Der var også det problem ved Kants filosofi, at selvom den havde reddet filosofien fra skepticisme efter Humes filosofi, havde den samtidig begrænset, hvad vi som mennesker kan erkende, fremhævede Hegel. Hegel skabte derimod en filosofi, der sagde, at vi kan erkende hvad som helst. Desuden forsøgte han at forklare, hvordan vi når til den absolutte viden. Men Hegel var enig i mange af Kants opfattelser, i modsætning til senere kritikere som Nietzsche og Russell.
Den tyske filosof Arthur Schopenhauer (1788-1860) blev påvirket af Kants tanker om erkendelsens begrænsning, men han havde alligevel en betydelig kritik. Han kritiserede især Kants filosofi for at være alt for abstrakt og kompleks. Schopenhauer mente, at Kants erkendelsesteori ikke formåede at gå dybt nok i forståelsen af viljen og begæret. Han var, ligesom G. E. Schulze, Jacobi og Fichte, kritisk over for Kants teori om tingen i sig selv. For Schopenhauer kan tingen i sig selv ikke eksistere uafhængigt af den ikke-rationelle vilje. Tingen i sig selv er, ifølge Schopenhauer, selve den ubevidste vilje.
Den tyske filosof Friedrich Nietzsche (1844-1900) udtrykte ligeledes kritik af Kant, især af hans moralfilosofi. Nietzsche var kritisk over for Kants begreb om pligt og hans etablering af moralske normer. Nietzsche argumenterede for en mere eksistentiel og livsbekræftende tilgang til etik.
Den britiske filosof Bertrand Russell (1872-1970) anerkendte betydningen af Kants arbejde, men var også kritisk. Han udtrykte bekymring over nogle af Kants komplekse metafysiske ideer og argumenterede for, at nogle af Kants konklusioner var filosofisk problematiske.

## Grav
Kants grav findes i et mausoleum i det nordøstlige hjørne af Königsberg-katedralen. Mausoleet blev bygget af arkitekten Friedrich Lahrs og var færdiggjort i 1924, lige tidsnok til tohundredeårsdagen for Kants fødsel. Oprindelig var Kant begravet inde i katedralen, men i 1880 blev graven flyttet udenfor og placeret i et gotisk kapel, der er beliggende ved det nordøstlige hjørne af katedralen. I årenes løb blev kapellet forsømt, indtil det blev nedrevet og erstattet af mausoleet, som er bygget det samme sted, og hvor det også ligger i dag.
Graven og dets mausoleum er en af de få kulturgenstande fra tysk tid, der er bevaret af russerne, efter at de erobrede byen i 1945. I dag bringer mange nygifte blomster til mausoleet.